# Торрескарсела
Торрескарсела (ісп. Torrescárcela) — муніципалітет в Іспанії, у складі автономної спільноти Кастилія-і-Леон, у провінції Вальядолід. Населення — 158 осіб (2010).
Муніципалітет розташований на відстані близько 130 км на північний захід від Мадрида, 39 км на південний схід від Вальядоліда.
На території муніципалітету розташовані такі населені пункти: (дані про населення за 2010 рік)
- Альдеальбар: 18 осіб
- Торрескарсела: 140 осіб

## Демографія
Динаміка населення (INE ):

## Галерея зображень

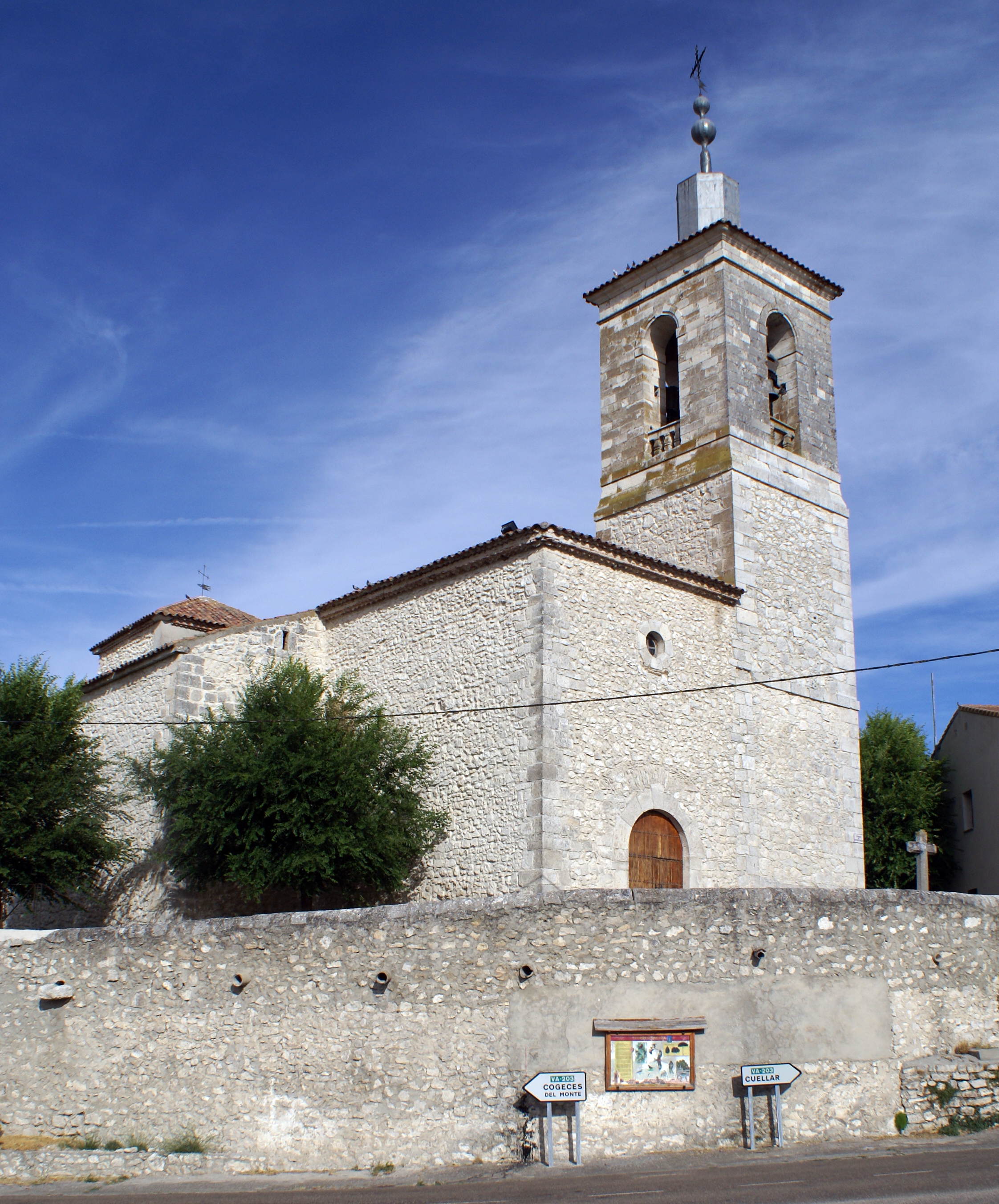
Церква Сан-Хусто-і-Сан-Пастор